# Michael Albert

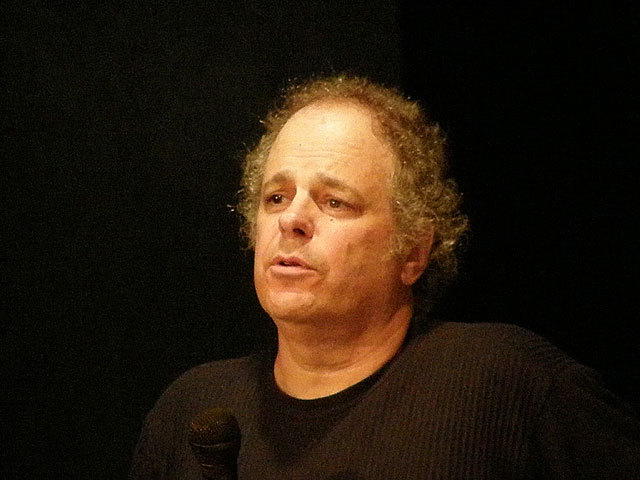
Michael Albert

Michael Albert (8 april 1947) is een Amerikaans natuurkundige, econoom en activist.

## Levensloop
Hoewel hij natuurkunde studeerde aan MIT, is Michael Albert vooral bekend door zijn activiteiten binnen de SDS tegen de Vietnamoorlog en de latere ontwikkeling, met Robin Hahnel, van Parecon, de participatorische economie. Hij is ook lange tijd actief geweest als activist, schrijver, en uitgever. Hij was in 1977 oprichter en lid van de uitgeverij zonder winstoogmerk South End Press, hetgeen hij in 1986 verliet om mede-oprichter te worden van de linkse mediagroep ZCommunications, waar hij nog steeds actief is. Verder heeft hij gedurende zijn carrière vele boeken geschreven om de principes van Parecon uiteen te zetten en te verdedigen, enkele werken van economische theorie, en ten slotte zijn memoires (Remembering Tomorrow).